# Solar dos Carvalhais

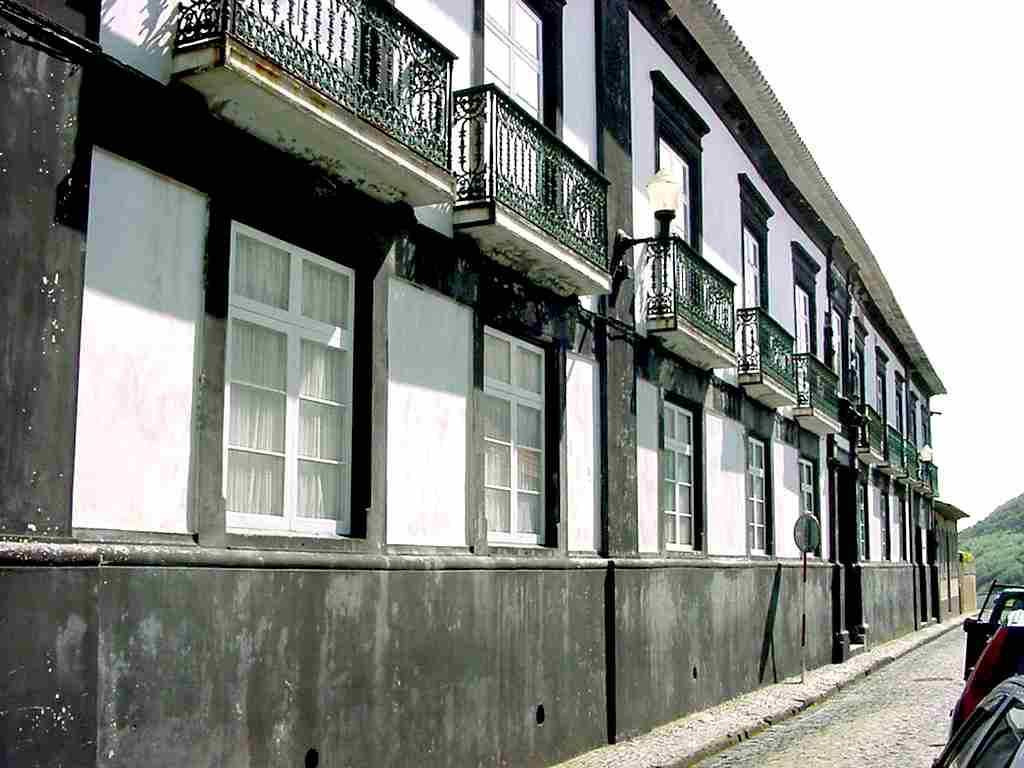
Solar dos Carvalhais, freguesia da Sé Angra do Heroísmo.

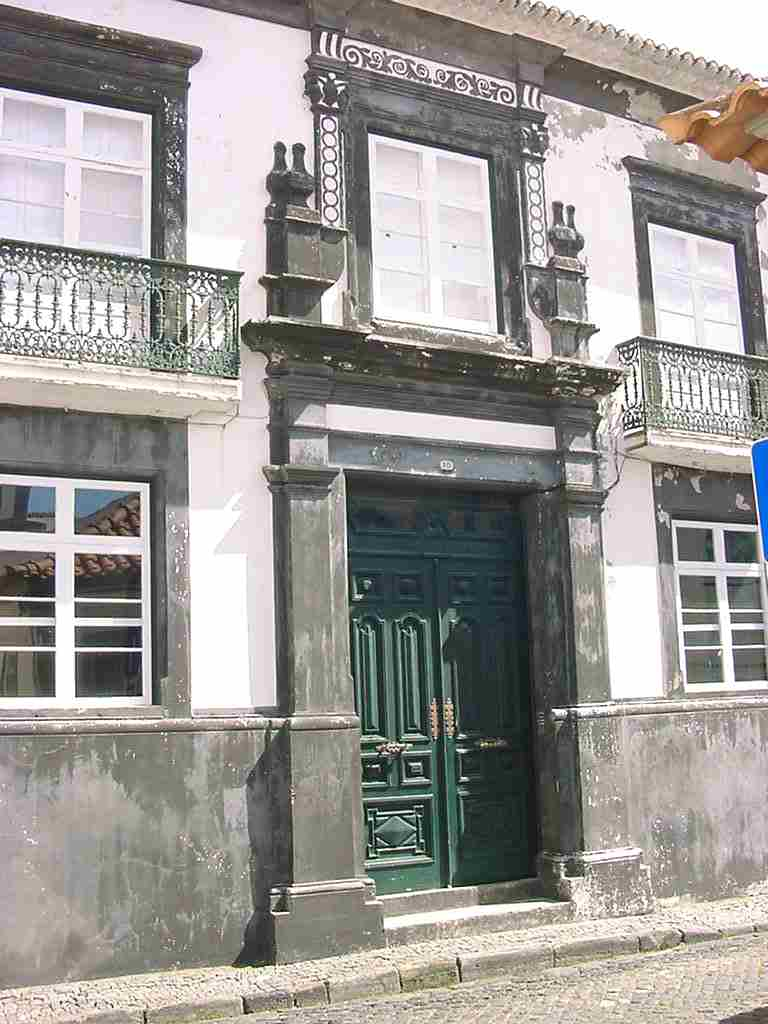
Solar dos Carvalhais, porta principal.

O Solar dos Carvalhais é um solar português, localizado na ilha açoriana da Terceira, concelho de Angra do Heroísmo, freguesia da Sé.
Este solar foi residência da família Carvalhal do século XVII até meados do século XIX. Localiza-se na Rua de Jesus, número 10, defronte a travessa dos Carvalhais (ver no mapa), no Centro Histórico de Angra do Heroísmo, debruçado sobre a Baía de Angra do Heroísmo.